# سابرينا جولش
سابرينا جولش (بالكرواتية: Sabrina Goleš)‏ مواليد 3 يونيو 1965 في جمهورية كرواتيا الاشتراكية، جمهورية يوغوسلافيا الاشتراكية الاتحادية، هي لاعبة كرة مضرب كرواتية سابقة. أعلى تصنيف لها في الفردي كان المركز الـ 27 في سنة 1987. أعلى تصنيف لها في الزوجي كان المركز الـ 55 في سنة 1987. سبق أن شاركت في دورة الألعاب الأولمبية الصيفية.

## الميداليات
| الميدالية | المسابقة                      |
| --------- | ----------------------------- |
| ذهبية     | الألعاب الجامعية الصيفية 1987 |

## روابط خارجية
- سابرينا جولش على موقع رابطة محترفات التنس (الإنجليزية)
- سابرينا جولش على موقع الاتحاد الدولي لكرة المضرب (الإنجليزية)
- سابرينا جولش على موقع كأس بيلي جين كينغ (الإنجليزية)
- سابرينا جولش على موقع خلاصة التنس.كوم (الإنجليزية)
- سابرينا جولش على موقع اللجنة الأولمبية الدولية (الإنجليزية)
- سابرينا جولش على موقع أوليمبيديا (الإنجليزية)